# Actinopus longipalpis
Espèce
Synonymes
- Pachyloscelis liodon Ausserer, 1875
- Actinopus pindapoy Miglio, Pérez-Miles & Bonaldo, 2020

Actinopus longipalpis est une espèce d'araignées mygalomorphes de la famille des Actinopodidae.

## Distribution
Cette espèce se rencontre en Argentine dans les provinces d'Entre Ríos et de Misiones, en Uruguay dans le département d'Artigas et au Paraguay,,.

## Description
Le mâle décrit par Ríos-Tamayo et Goloboff en 2018 mesure 15,04 mm et la femelle 13,32 mm.
Les mâles décrits par Sherwood, Ríos-Tamayo, Pett et Hinchcliffe en 2023 mesurent 21,5 mm et 22,1 mm.

## Systématique et taxinomie
Cette espèce a été décrite par C. L. Koch en 1842.
Pachyloscelis liodon et Actinopus pindapoy ont été placées en synonymie par Sherwood, Ríos-Tamayo, Pett et Hinchcliffe en 2023.

## Publication originale
- C. L. Koch, 1842 : Die Arachniden. Nürnberg, vol. 9, p. 57-108 (texte intégral).